# Договор бытового подряда
Догово́р бытово́го подря́да — соглашение, в соответствии с которым подрядчик, осуществляющий соответствующую предпринимательскую деятельность, обязуется выполнить по заданию заказчика определённую работу, предназначенную удовлетворить бытовые и иные личные потребности заказчика, а заказчик обязуется принять и оплатить эту работу.

## Договор в России
В настоящее время в России нормативно-правовое регулирование договора бытового подряда осуществляется специальными правилами о бытовом подряде, а субсидиарно — общими правилами о подряде, закреплёнными в Гражданском кодексе. Кроме того, к отношениям, вытекающим из данного договора и не урегулированным Гражданским кодексом, применяется Закон «О защите прав потребителей» и иные правовые акты, принятые в соответствии с ним, в частности, Федеральный закон «О техническом регулировании», Федеральный закон «О качестве и безопасности пищевых продуктов», «Правила бытового обслуживания населения Российской Федерации», Постановление Правительства «О порядке предоставления коммунальных услуг гражданам». Применение законодательства о защите прав потребителей в регулировании отношений бытового подряда нашло отражение в разъяснениях Пленума Верховного Суда «О практике рассмотрения судами дел о защите прав потребителей».
По своему характеру договор бытового подряда является возмездным, консенсуальным и двусторонне обязывающим. Кроме того, данный договор относится к числу публичных, что обязывает подрядчика выполнять работы в отношении каждого гражданина, который к нему обратится, причём на одинаковых условиях, кроме случаев, когда закон допускает предоставление льгот для отдельных категорий потребителей. Также договор бытового подряда может приобретать черты смешанного договора, то есть включать элементы других договоров. Например, условие об оплате стоимости материала содержит признаки договора купли-продажи. Использование в договоре стандартных форм свидетельствует о наличии признаков договора присоединения.

### История
Нормы, регулирующие отношения бытового подряда (бытового заказа), содержались в Гражданском кодексе РСФСР 1964 года, а также в правилах по обслуживанию бытовых потребностей граждан. Отдельные виды обслуживания оформлялись типовыми договорами. Более детальной регламентации в советском гражданском законодательстве бытовой подряд не получил.
В первой половине 90-х годов XX века развитию законодательства о бытовом подряде способствовало принятие ряда нормативных актов в сфере защиты прав потребителей.

### Стороны договора
Сторонами в договоре бытового подряда являются подрядчик — исполнитель и заказчик — потребитель. В качестве подрядчика может выступать коммерческая организация или индивидуальный предприниматель, то есть лицо, профессионально осуществляющее деятельность по выполнению работ, направленных на удовлетворение личных потребностей граждан (например, ремонт обуви, пошив одежды, изготовление мебели). Заказчиком может быть только физическое лицо, вступающее в отношения с подрядчиком исключительно для удовлетворения своих бытовых и иных личных потребностей, не связанных с осуществлением предпринимательской деятельности. Таким образом, не являются бытовым подрядом отношения, возникающие между гражданами по удовлетворению личных, семейных или иных нужд, связанных с осуществлением предпринимательской деятельности, а также отношения, возникающие в связи с выполнением работ, связанных с осуществлением гражданином предпринимательской деятельности.

### Предмет и существенные условия договора
В качестве предмета договора бытового подряда выступает результат, полученный по окончании выполненной подрядчиком работы и предназначенной удовлетворить личные, семейные и иные бытовые потребности, не связанные с осуществлением предпринимательской деятельности.

#### Цена договора
Помимо предмета, одним из условий договора является его цена, которая, с одной стороны, определяется по соглашению сторон, а с другой — не может превышать пределы тарифов, регулируемых государственными органами. Цена договора включает в себя компенсацию издержек подрядчика и причитающееся ему вознаграждение. С согласия заказчика она может быть уменьшена, если после окончания работы у подрядчика остаётся неиспользованный материал, пропорционально стоимости этого материала.
Цена может быть определена твердой или приблизительной сметой, содержащей подробный перечень затрат на выполнение работ. Как правило, смета составляется при заключении договора, предполагающего длительный срок исполнения. Вместе с тем закон предусматривает обязательное составление сметы, если на этом настаивает одна из сторон.
Изменение твёрдой цены, закрепленной в смете, по общему правилу, не допускается, за исключением случаев, когда при заключении договора исключалась возможность предусмотреть полный объём подлежащих выполнению работ или необходимых для этого расходов, в том числе при существенном возрастании стоимости материалов и оборудования. В этом случае отказ заказчика от увеличения твёрдой сметы по требованию подрядчика наделяет последнего правом расторгнуть договор в судебном порядке.
Закон допускает повышение приблизительной сметы, если возникла необходимость выполнения дополнительных работ, о чём подрядчик обязан своевременно предупредить заказчика. Отказ заказчика от повышения приблизительной сметы наделяет подрядчика правом отказаться от выполнения работ и потребовать от потребителя уплаты цены за выполненную работу. Если заказчик не был своевременно предупрежден об изменении приблизительной цены, то подрядчик обязан исполнить обязательства по договору в пределах приблизительной сметы.
Оплата работ производится по факту их сдачи подрядчиком либо, с согласия заказчика, при заключении договора — полностью или путём выдачи аванса.

### Форма договора
Договор бытового подряда заключается в простой письменной форме. Договор может быть заключён в устной форме, если работа исполняется в присутствии потребителя; в этом случае сделка оформляется путём выдачи последнему кассового чека или иного подтверждающего документа.

### Исполнение договора
Участие в договоре бытового подряда физического лица как более слабой стороны по отношению к исполнителю компенсируется распространением на соответствующие отношения норм о защите прав потребителей. Вследствие этого закон предъявляет к подрядчику повышенные требования, определяющие условия надлежащего исполнения договора.
| Обязанности подрядчика | Ответственность подрядчика за неисполнение или ненадлежащее исполнение договора |
| --- | --- |
| 1. Предоставить заказчику необходимую и достоверную информацию о себе (фирменное наименование, место нахождение и пр.) и условиях договора (виды работ, порядок оплаты и пр.) до его заключения, а также сообщить заказчику по его просьбе другие сведения, относящиеся к договору и соответствующей работе. Ознакомительная информация должна находиться в удобном для обозрения месте, излагаться на русском языке и дополнительно, по усмотрению исполнителя, на государственных языках субъектов Российской Федерации и родных языках народов России. При сдаче работы подрядчик обязан сообщить о требованиях, которые необходимо соблюдать для эффективного и безопасного использования результата работы, а также о возможных последствиях несоблюдения этих требований. \|\| Если заказчику не предоставлена возможность незамедлительно получить необходимую и достоверную информацию об условиях договора, то он вправе: - Требовать возмещения убытков. Если вследствие неполноты или недостоверности полученной от подрядчика информации был заключен договор на выполнение работы, не обладающей свойствами, которые имел в виду заказчик, последний вправе: - Требовать расторжения договора без оплаты выполненной работы и возмещения убытков Если подрядчик навязывает заказчику без его согласия дополнительные работы за плату, то последний вправе: - Отказаться от оплаты таких работ, а если они оплачены — потребовать от исполнителя возврата уплаченной суммы. | |
| 2. Выполнить работу в срок, определённый договором или правилами выполнения отдельных видов работ. В договоре может предусматриваться срок выполнения работы, если указанными правилами он не предусмотрен, а также срок меньшей продолжительности, чем срок, установленный правилами. Если выполнение работы осуществляется по частям, в договоре могут быть предусмотрены сроки завершения отдельных этапов работы (промежуточные сроки). По соглашению сторон заказ может быть выполнен в срочном порядке. За срочность выполнения работы взимается надбавка к цене. В этом случае срок исполнения заказа исчисляется с момента (часа) приема заказа, указанного в договоре. \|\| Если подрядчик нарушил срок выполнения работы, а также промежуточные сроки либо во время выполнения работы стало очевидным, что она не будет выполнена в срок, то заказчик вправе: - Назначить новый срок. - Поручить выполнение работы третьим лицам за разумную цену или выполнить работу своими силами и требовать возмещения расходов, связанных с выполнением работы своими силами или силами третьих лиц. - Требовать уменьшения цены за выполнение работы. - Отказаться от исполнения договора. - Требовать возмещения убытков, вызванных просрочкой. В случае нарушения сроков выполнения работы исполнитель обязан уплатить потребителю за каждый день (час) просрочки неустойку (пеню) в размере 3 % от цены работы, а если цена данной работы договором не определена — от общей цены заказа. Договором может быть установлен более высокий размер неустойки (пени). Общая сумма неустойки (пеней) не может превышать цену отдельного вида выполнения работы или общую цену заказа. Требования заказчика не подлежат удовлетворению, если подрядчик докажет, что нарушение сроков выполнения работы произошло вследствие непреодолимой силы или по вине заказчика. | |
| 3. Заботиться о сохранности материалов и имущества, переданных заказчиком для выполнения работы, а после окончания работы — представить потребителю отчет об израсходовании материала и вернуть его остаток либо с согласия потребителя зачесть его стоимость в состав цены договора. | Если произошла полная или частичная утрата или повреждение материалов или имущества, переданного заказчиком, то подрядчик обязан в течение трёх дней заменить его однородным материалом или вещью аналогичного качества. При этом заказчик вправе: - Требовать выполнения работы из однородного материала или изготовления вещи аналогичного качества в разумный срок. - При отсутствии однородного материала или вещи аналогичного качества — требовать возмещения двукратной цены утраченного или поврежденного имущества и понесённых убытков. Цена утраченного или поврежденного материала либо вещи, принадлежащей потребителю, определяется, исходя из их цены, существовавшей в том месте, в котором требование потребителя должно было быть удовлетворено подрядчиком в день добровольного исполнения такого требования или в день вынесения судебного решения, если требование потребителя добровольно удовлетворено не было. Подрядчик может быть освобожден судом от ответственности за полную либо частичную утрату или повреждение принятого от потребителя материала либо вещи только в случае, если он предупреждал потребителя об их особых свойствах, которые могут повлечь их утрату или повреждение, либо если указанные свойства материала (вещи) не могли быть обнаружены при надлежащей приемке исполнителем этого материала (вещи). |
| 4. Выполнить работу надлежащего качества. Качество работы должно соответствовать условиям договора, а при их отсутствии или неполноте — требованиям, обычно предъявляемым к работам соответствующего рода. При этом результат выполненной работы должен быть пригодным для использования, установленного договором, в пределах разумного срока, а если такое использование договором не предусмотрено, — для обычного использования результата работы такого рода. Если исполнитель при заключении договора был поставлен потребителем в известность о конкретных целях работы, исполнитель обязан выполнить работу, пригодную для использования в соответствии с этими целями. Законом могут быть предусмотрены обязательные требования к качеству работы; в этом случае исполнитель обязан выполнить работу, соответствующую этим требованиям. Подрядчик может принять на себя обязанность выполнить работу, отвечающую требованиям к качеству, более высоким по сравнению с установленными законом обязательными требованиями. | Если работа выполнена с недостатками, то, в случае обнаружения недостатков во время приёмки результата работы или в течение гарантийного срока, а если он не установлен, — разумного срока, но не позднее двух лет (для недвижимого имущества — пяти лет) со дня приемки результата работы, заказчик вправе: - Требовать безвозмездного устранения обычных недостатков в разумный срок. - Требовать безвозмездного устранения существенных недостатков, если докажет, что они возникли до принятия результата работы заказчиком или по причинам, возникшим до этого момента. Данное требование может быть предъявлено в пределах установленного для результата работы срока службы или в течение десяти лет со дня принятия результата работы, если срок службы не установлен. В случае невыполнения подрядчиком данного требования заказчик вправе требовать: а)Возврата части цены, уплаченной за работу; б)Возмещения расходов, понесенных в связи с устранением недостатков своими силами или с помощью третьих лиц; в) Отказаться от исполнения договора и потребовать возмещения убытков. - Требовать соразмерного уменьшения цены договора. - Требовать возмещения расходов на устранение недостатков своими средствами или третьими лицами, если право заказчика устранять их предусмотрено в договоре. - Отказаться от исполнения договора и требовать возмещения убытков, если недостатки не были устранены в установленный заказчиком разумный срок либо являются существенными и неустранимыми. - Требовать безвозмездного повторного выполнения работы и возмещения убытков, вызванных просрочкой договора. В этом случае заказчик обязан возвратить ранее переданный ему результат работы подрядчику, если это возможно. |

Основные обязанности заказчика заключаются в том, чтобы принять и оплатить выполненную подрядчиком работу.
В соответствии с законом заказчик обязан в сроки и в порядке, предусмотренные договором, с участием подрядчика осмотреть и принять выполненную работу. Если заказчик не является за получением результата работы или уклоняется от его получения, то подрядчик вправе продать результат работы за разумную цену, а вырученную сумму за вычетом всех причитающихся подрядчику платежей внести в депозит нотариуса. Соответствующее право возникает у подрядчика по истечении двух месяцев со дня предупреждения заказчика о необходимости принять результат работы. С момента зачисления денежных средств в депозит подрядчик утрачивает, а заказчик приобретает на них право собственности. О факте поступления денежных средств нотариус обязан известить заказчика.
Если работа выполняется из материала заказчика, то последний отвечает за его качество по правилам об ответственности продавца за товары ненадлежащего качества.
Если заказчик обнаружит отступления от договора, ухудшающие результат работы, или иные недостатки в работе, то он обязан незамедлительно уведомить об этом подрядчика. Указанные недостатки должны быть описаны в документе, удостоверяющем приёмку работы (акте сдачи-приёмки). Если после приёмки работы заказчик обнаружит недостатки, которые не могли быть установлены при обычном способе приёмки (скрытые недостатки), в том числе такие, которые были умышленно скрыты исполнителем, то он обязан известить об этом исполнителя в разумный срок.
При выполнении работ на дому у потребителя или в ином месте, указанном потребителем, последний обязан создать необходимые условия для выполнения работы; при этом описание этих условий должно быть предусмотрено в договоре. Исполнитель, в свою очередь, должен обеспечить явку своего работника в согласованное с потребителем место и время.

### Прекращение договора
Заказчик вправе в любое время до сдачи ему работы отказаться от исполнения договора бытового подряда, уведомив об этом подрядчика. При этом он обязан уплатить часть установленной цены пропорционально части работы, выполненной до уведомления подрядчика об отказе от исполнения договора, а также возместить расходы, произведенные подрядчиком до этого момента в целях исполнения договора, если они не входят в указанную часть цены работы. Условия договора, лишающие заказчика этого права, ничтожны.